# Anterivo
Anterivo (en allemand, Altrei) est une commune italienne d'environ 400 habitants située dans la province autonome de Bolzano dans la région du Trentin-Haut-Adige dans le nord-est de l'Italie.

## Répartition des langues
Selon le recensement de 2011, la plupart des habitants (88 %) parlent l'allemand comme langue maternelle, 12 % parlent l'italien nativement.

## Administration
| Période                                  | Période | Identité | Étiquette | Qualité |
| ---------------------------------------- | ------- | -------- | --------- | ------- |
|                                          |         |          |           |         |
| Les données manquantes sont à compléter. |         |          |           |         |

### Hameaux
Pramarino, Guggal

### Communes limitrophes
Les communes limitrophes sont  Capriana, Castello-Molina di Fiemme, Trodena nel parco naturale, Valfloriana et Ville di Fiemme.